# 로이 히버트

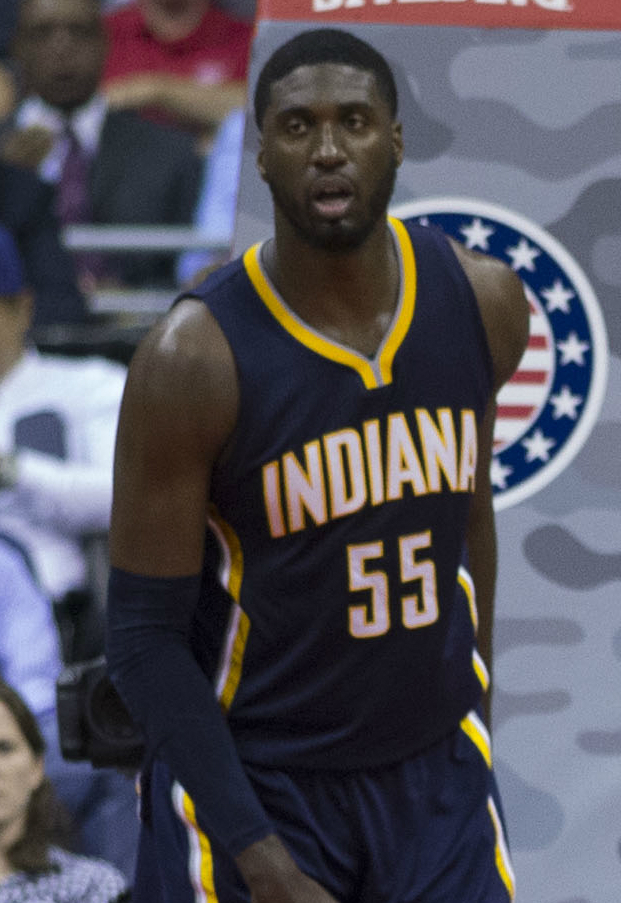

로이 히버트(Roy Hibbert, 본명: Roy Denzil Hibbert, 1986년 12월 11일 ~ )는 자메이카계 미국인 전직 프로 농구 선수이다. NBA 올스타에 두 번이나 선정되었으며, 2014년에는 인디애나 페이서스와 함께 NBA 올-디펜시브 세컨드 팀 영예를 얻었다. Hibbert는 2013-14 NBA 시즌에 NBA 올해의 수비 선수상 준우승으로 조아킴 노아에 이어 2위를 차지했다.
히버트는 조지타운 호야스에서 대학 농구를 했으며 2008년에 4학년생으로서 컨센서스 2군 올 아메리칸으로 지명되었다. 2008년 NBA 드래프트에서 토론토 랩터스에 의해 전체 17순위로 드래프트되었으며 이후 드래프트 밤에 인디애나 페이서스로 트레이드되었다. 히버트는 미국과 자메이카 이중 시민권을 갖고 있어 국제 대회에서 자메이카 국가대표팀을 대표했다.

## 프로 경력
- 인디애나 페이서스(2008~2015)
- 로스앤젤레스 레이커스(2015~2016)
- 샬럿 호넷츠(2016~2017)
- 덴버 너게츠 (2017)